# 안드레아스 페레이라
안드레아스 페레이라(Andreas Pereira, 1996년 1월 1일 ~ )는 브라질의 축구 선수로, 현 소속팀은 풀럼이다.